# Seattle (système d'arcade)
Pour les articles homonymes, voir Seattle (homonymie).
Le Seattle est un système de jeux vidéo pour borne d'arcade destiné aux salles d'arcade, créé par les sociétés Midway Games et Atari Games.

## Description
Ce système est lancé d'abord par Atari Games durant l'année 1996. Ce système d'arcade a été également utilisé par la société Midway Games. Fort du rachat d'Atari Games, Midway Games a choisi d'estampiller Atari le système et les jeux développé par Atari, pour profiter de l'aura et l'appui commercial que ce nom peut évoquer et apporter. Il s'agit donc du même système, fabriqué par la même société. Il succède au système d'arcade d'Atari Games Phoenix.
Le Seattle est très similaire aux systèmes d'arcade Flagstaff et Phoenix. Il existe quatre versions différentes du Seattle, les différences résident seulement au niveau de la fréquence du processeur principal. Les jeux se présentent sous la forme de disques dur à connecter sur la PCB principale. Le système est théoriquement modulable, mais si un jeu conçu pour fonctionner avec un processeur cadencé à 200MHz est branché sur une carte mère de capacité inférieure, le jeu sera ralenti.

## Spécifications techniques

### Processeur
MIPS R5000 (MIPS) cadencé de 100MHz à 200MHz
RAM : 8MB, 512KB Boot ROM

### Processeur graphique
- 3DFX FBI avec 2MB frame buffer
- 3DFX TMU with 4MB texture memory
- 3D texturée, capable de toutes les fonctions 3DFX

### Audio
- DCS Sound System (ADSP 2115 cadencé à 16MHz)
- RAM : 4MB DRAM

## Autres
- Controlleur système : Galileo GT64010
- Controlleur IDE : National Semiconductor PC87415
- I/O board : Midway I/O ASIC

### Média
- Disque dur

## Liste des jeux
| Titre                       | Développeur  | Éditeur      | Système | Genre | Date |
| --------------------------- | ------------ | ------------ | ------- | ----- | ---- |
| BioFreaks                   | Midway Games | Midway Games | Seattle |       | 1997 |
| California Speed            | Atari Games  | Atari Games  | Seattle |       | 1998 |
| CarnEvil                    | Midway Games | Midway Games | Seattle |       | 1998 |
| Dozer                       | Atari Games  | Atari Games  | Seattle |       |      |
| Hyperdrive                  | Midway Games | Midway Games | Seattle |       | 1998 |
| Mace: The Dark Age          | Atari Games  | Atari Games  | Seattle |       | 1996 |
| NFL Blitz                   | Midway Games | Midway Games | Seattle |       | 1997 |
| NFL Blitz '99               | Midway Games | Midway Games | Seattle |       | 1998 |
| NFL Blitz 2000 Gold Edition | Midway Games | Midway Games | Seattle |       | 1999 |
| Vapor TRX                   | Atari Games  | Atari Games  | Seattle |       | 1998 |